# Kinya Takehara
Kinya Takehara (竹原 欣也 Takehara Kinya?,  nacido el 16 de noviembre de 1974 en Hyogo) es un exfutbolista japonés que se desempeñaba como delantero.

## Trayectoria

### Clubes
| Club                | País  | Año         |
| ------------------- | ----- | ----------- |
| JEF United Ichihara | Japón | 1993 - 1995 |
| Fukushima FC        | Japón | 1996 - 1997 |